# Звёздная эскадра

Мериан Колдуэлл Купер — американский летчик-доброволец, зам. командира «Эскадрильи Костюшко», участвовавший в советско-польской войне 1918—1920 гг., ставший прообразом капитана Бонда в фильме «Звёздная эскадра» на своём «Альбатросе»

«Звёздная эскадра» (пол. Gwiaździsta eskadra) — польский чёрно-белый военный художественный фильм режиссёра Леонарда Бучковского, снятый в 1930 году.
Фильм стал самой дорогостоящей кинолентой межвоенного периода в Польше. Первый в истории польского кинематографа фильм о лётчиках.
Первоначально фильм назывался «Последний поединок». Фильм был немым. Позже — озвучен и вышел на экраны под другим названием с музыкой композитора Тадеуша Горжиньского. «Звёздная эскадра» содержал масштабные батальные авиасъёмки.
Все копии фильма после войны пропали, часть была уничтожена, часть — вывезена в СССР после 1945 г.

## Сюжет
Фильм об американских пилотах-добровольцах, сражавшихся на стороне Польши в составе 7-й воздушной эскадрильи Войска Польского — «Эскадрилья Костюшко» во время советско-польской войны (1918—1920 гг.).
Другая сюжетная линия романтическая любовь американского лётчика и молодой девушки Лили.
Первая мировая война подходит к концу, пилоты разъезжаются по домам. Капитан Бонд помолвлен с Лили. В день помолвки к Бонду приходит его друг лётчик и предлагает вступить в добровольческую эскадрилью, созданную для борьбы за независимость Польши. Бонд не успевая на помолвку с Лили, сообщает ей письмом об отъезде на новую войну. Невеста следует за Бондом в Польшу и встречается с ним на восточном участке фронта. Капитан Войда, жених Софии — подружки Лили, заинтересовался избранницей своего боевого товарища. Бонду же всё больше нравится София. Между лётчиками возникает конфликт. Тем временем Лили из-за стечения обстоятельств, попадает в руки противника — большевиков, откуда её спасает Войда. Капитан Бонд гибнет во время разведывательного полёта.

## В ролях
- Барбара Орвид — Лили
- Яна Криста — София
- Ежи Кобуш — капитан Бонд
- Януш Хальный — капитан Войда
- Стефан Шварц
- Анджей Каревич — пилот
- Барбара Людвижанка
- Зигмунт Бесядецки